# Kleinreinsdorf
Kleinreinsdorf ist ein Ortsteil der Landgemeinde Mohlsdorf-Teichwolframsdorf mit 330 Einwohnern im Landkreis Greiz in Thüringen.

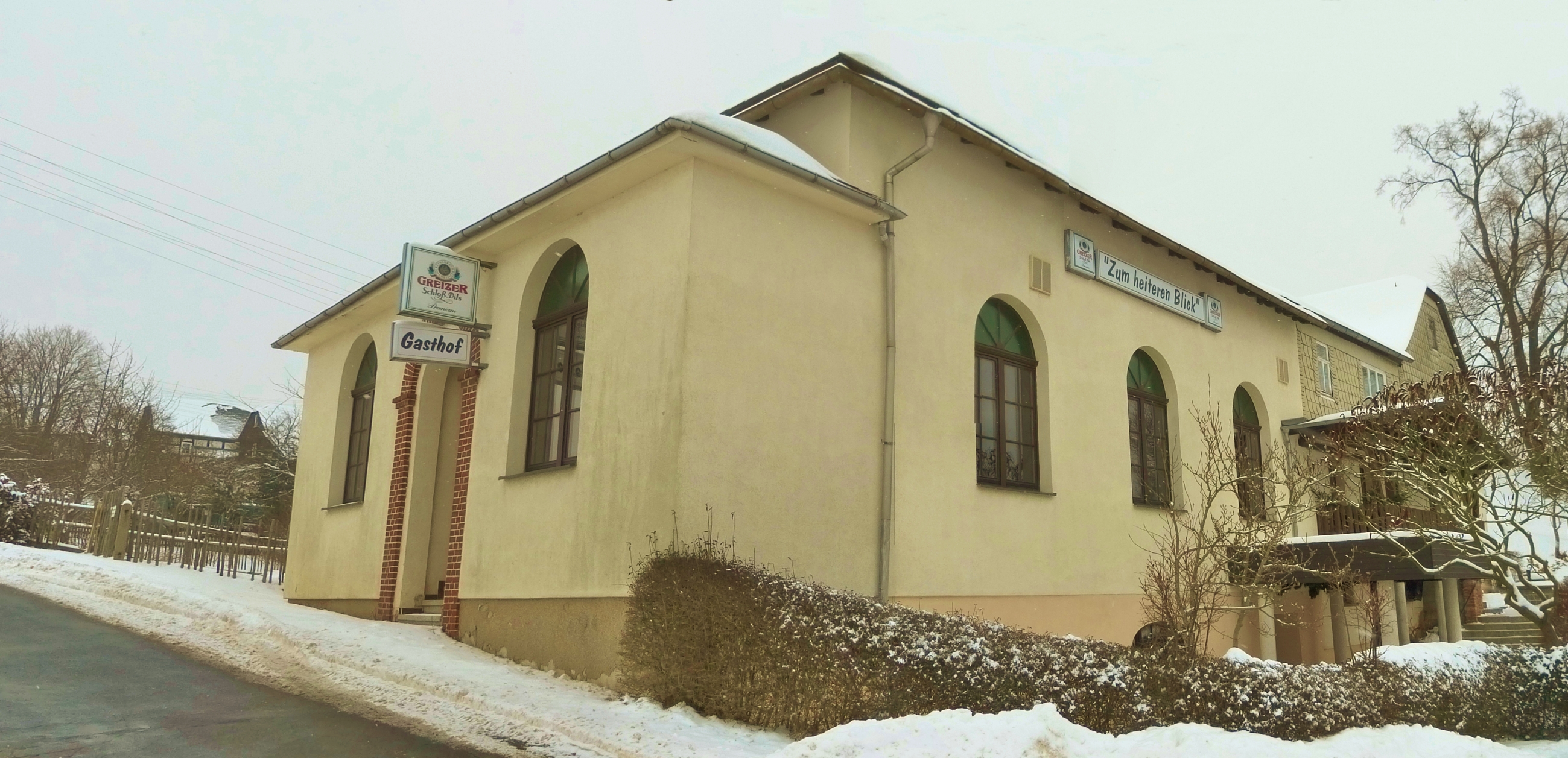
Gasthof Zum heiteren Blick

## Lage und Verkehr
Kleinreinsdorf liegt im Thüringer Schiefergebirge und im Thüringer Vogtland an der Landesstraße 1085 von Teichwolframsdorf kommend nach Langenwetzendorf führend. Es ist ein Straßendorf in einem Tal am nordwestlichen Fuß des Werdauer-Greizer Waldes. Das Ortsbild ist geprägt von einer Vielzahl von Schiefer gedeckten Vierseithöfen aus Fachwerkhäusern. Ein Großteil der Anwesen des Ortes liegt an der Straße nach Sorge-Settendorf. Die Linien 20 und 21 der PRG Greiz bedienen drei Haltestellen im Ort sowie eine weitere an der L 1085 in Richtung Teichwolframsdorf. Höchster Punkt im Ort liegt bei 415 m ü. NN.

## Geschichte
Die urkundliche Ersterwähnung fand 1449 in einer Lehnsurkunde Friedrich, dem Streitbaren mit dem Namen „gensyt des Waldes Reynstorff“ statt. Andere Quellen gehen bereits von einer Ersterwähnung im Jahr 1240 aus.
Die Greizer Herrschaft Reuß älterer Linie ließ ab 1750 nach Silber graben. Der Bergbau konnte jedoch nie eine übermäßige wirtschaftliche Bedeutung erlangen und wurde zu Beginn des 19. Jahrhunderts eingestellt.

## Ansässige Unternehmen

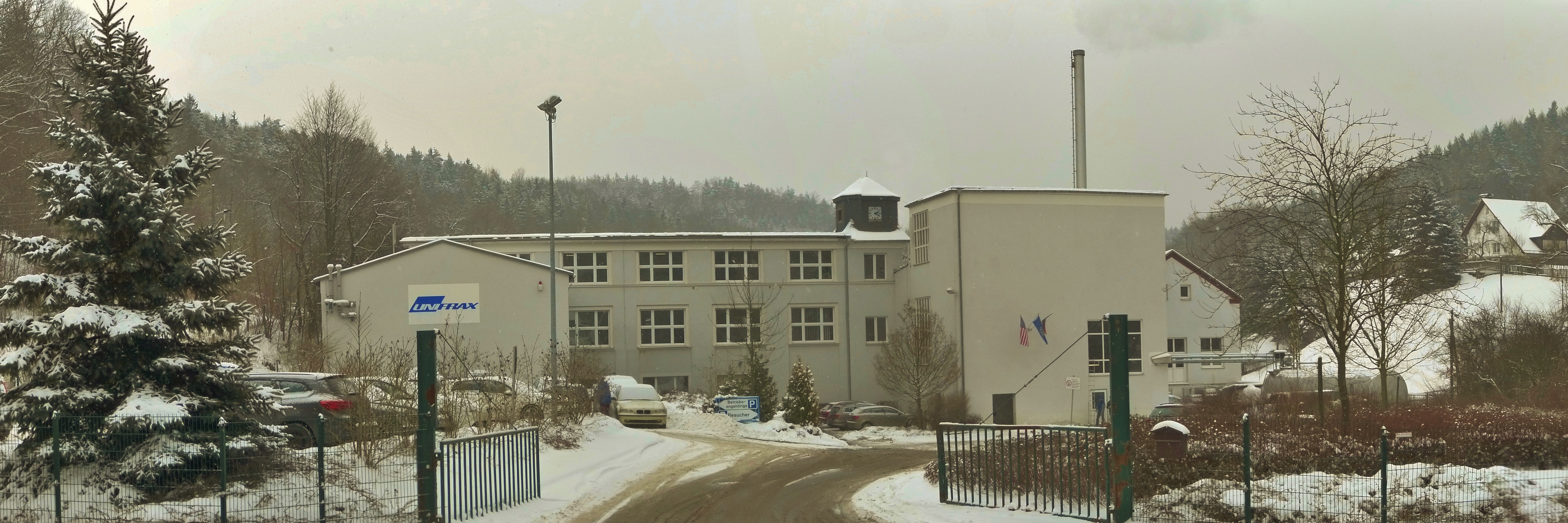
Unifrax GmbH

Die UNIFRAX GmbH hat einen von zwei Standpunkten in Deutschland im Ort. Außerdem befindet sich die Firma Schmiede und Metallbau Achim Bauch in Kleinreinsdorf.

## Persönlichkeiten
- Erich Port (* 1891 in Kleinreinsdorf; † 1964 in Zwickau), Landwirt und Politiker, Staatsrat für das Fürstenhaus Reuß